# Minturn (Colorado)
Minturn es un pueblo ubicado en el condado de Eagle en el estado estadounidense de Colorado. En el censo de Estados Unidos de 2020, tenía una población de 1033 habitantes. Se encuentra en el valle del río Eagle, entre las ciudades de Vail y Leadville, y cerca de estaciones de esquí importantes como Vail Ski Resort y Beaver Creek.

## Geografía
Minturn se encuentra ubicado en las coordenadas 39°35′52″N 106°25′47″O / 39.59778, -106.42972. Tiene una altitud de 2396 metros sobre el nivel del mar y una superficie total de 3.6 km², completamente de tierra.

## Demografía
Según el censo de 2020, Minturn tenía una población de 1,033 personas. La densidad poblacional era de aproximadamente 287 habitantes por kilómetro cuadrado.

## Economía
La economía de Minturn está vinculada principalmente al turismo de montaña. Muchos residentes trabajan en las cercanas zonas de esquí de Vail y Beaver Creek. También hay pequeñas empresas locales, restaurantes y servicios turísticos.

## Clima
Minturn posee un clima de montaña con inviernos fríos y nevados, y veranos templados. Las nevadas son frecuentes entre octubre y abril, haciendo de la zona un atractivo destino invernal.